# E493A (Ecuador)
De E493A of Vía Colectora Acceso Central de Ambato (Verzamelweg Centrale toegang van Ambato) is een secundaire nationale weg in Ecuador. De weg loopt van de E30/E35 naar Ambato. 